# Dermatemydidae
Dermatemydidae é uma família de tartarugas de água doce da ordem Testudines encontrada na América Central, da região central do México até Honduras. Um único gênero vivente é aceito para a família, entretanto, diversos gêneros fósseis estão registrados, estendendo a distribuição geográfica da família para o leste da Ásia, América do Norte e Europa.

## Gêneros
- †Baptemys Leidy, 1870
- †Compsemys Leidy, 1856
- Dermatemys Gray, 1847
- †Heishanemys Bohlin, 1953
- †Peishanemys Bohlin, 1953
- †Sinochelys Wiman, 1930
- †Trachyaspis von Meyer, 1843
- †Tsaotanemys Bohlin, 1953